# Sclerophaedon
Sclerophaedon is een geslacht van kevers uit de familie bladkevers (Chrysomelidae).
De wetenschappelijke naam van het geslacht werd in 1882 gepubliceerd door Julius Weise.

## Soorten
- Sclerophaedon brendelli Daccordi & Medvedev, 2000
- Sclerophaedon carniolicus Germar, 1824
- Sclerophaedon carpathicus Weise, 1875
- Sclerophaedon daccordii Lopatin, 2006
- Sclerophaedon nepalicus Daccordi & Medvedev, 2000
- Sclerophaedon orbicularis Suffrian, 1851
- Sclerophaedon prajapati Daccordi & Medvedev, 2000
- Sclerophaedon takizawai Daccordi & Medvedev, 2000